# Mariano Avellón
Mariano Avellón Quemada (Cuéllar, 1865 - Madrid, 5 de octubre de 1930) fue un jurista español.
Nombrado escribano de Gracia y Justicia del distrito del Oeste de Barcelona en 1910, llegó a ser presidente de la Sala primera del Tribunal Supremo, varias veces condecorado y en posesión de títulos honoríficos.